# Vezzani
Vezzani (en cors Vezzani) és un municipi francès, situat a la regió de Còrsega, al departament d'Alta Còrsega. L'any 1999 tenia 300 habitants.

## Demografia
| 1962 | 1968 | 1975 | 1982 | 1990 | 1999 |
| ---- | ---- | ---- | ---- | ---- | ---- |
| 408  | 451  | 408  | 412  | 336  | 300  |

## Administració
| Període   | Identitat         | Partit | Qualitat |  |
| --------- | ----------------- | ------ | -------- |  |
| 1969-2001 | Pierre Griscelli  |        |          |  |
| 2001-     | Jean-Pierre Pagni |        |          |  |

## Personatges il·lustres
- Capità Louis Milelli (1888-1983), un dels Justos entre les Nacions.
- Albert Preziosi, heroi de la Segona Guerra Mundial